# Dongyi

Karta visar var Dongyi levde

Dongyi  (东夷; Dōngyí)  var ett forntida folk som levde i östra delen av dagens Kina.
Dongyi levde vid Huaifloden och var tillsammans med Xirong (西戎), Beidi (北狄) och Nanman (南蛮) de fyra barbariska stammarna som fanns på alla sidor om det kinesiska kärnområdet.